# Ligne 50 (Infrabel)
Pour les articles homonymes, voir Ligne 50.
La ligne 50 est une ligne de chemin de fer belge de 55,6 km de long qui relie Bruxelles à Gand.

## Historique
En 1837, l'État belge progresse dans la mise en œuvre de son premier groupe de lignes de chemin de fer — disposées en étoile à quatre branches autour de la ville de Malines — notamment la branche ouest vers Gand et Ostende. Le 14 septembre, Wetteren est atteinte, suivie deux semaines plus tard par Gand (Gare du Sud, aujourd'hui disparue). Le tronçon entre ces deux villes est donc le premier maillon de la ligne 50 à avoir été mis en service, même si à l'époque il faisait partie d'une autre ligne. 
L'État avait investi massivement dans la construction des premières lignes de chemin de fer, et prouvé leur rentabilité. Pour poursuivre le développement, le secteur privé fut sollicité. Ce furent essentiellement les capitaux anglais qui prirent la balle au bond, ce qui n'est pas étonnant vu que  ce pays était le précurseur en matière ferroviaire. Toutefois, en 1852 naquit une société à capitaux belges (proche de la société générale de Belgique)  : la Société anonyme du Chemin de Fer de Dendre et Waes et de Bruxelles vers Gand. Le 1er décembre 1855.
La loi du 20 décembre 1851 ajouté à l'arrêté de concession la construction d'un chemin de fer direct de Bruxelles à Gand afin de ne plus devoir effectuer un détour par Malines, avec un rebroussement, via les actuelles lignes 25 et 53.

Cette compagnie inaugure une relation Grammont - Alost dont le tronçon Denderleeuw - Alost fait actuellement partie de la ligne 50. Le 1er mai 1856, cette compagnie inaugure enfin l'intégralité de sa liaison Bruxelles - Gand et reliant Alost à Schellebelle près de Wetteren et la gare de Bruxelles-Nord à Denderleeuw.

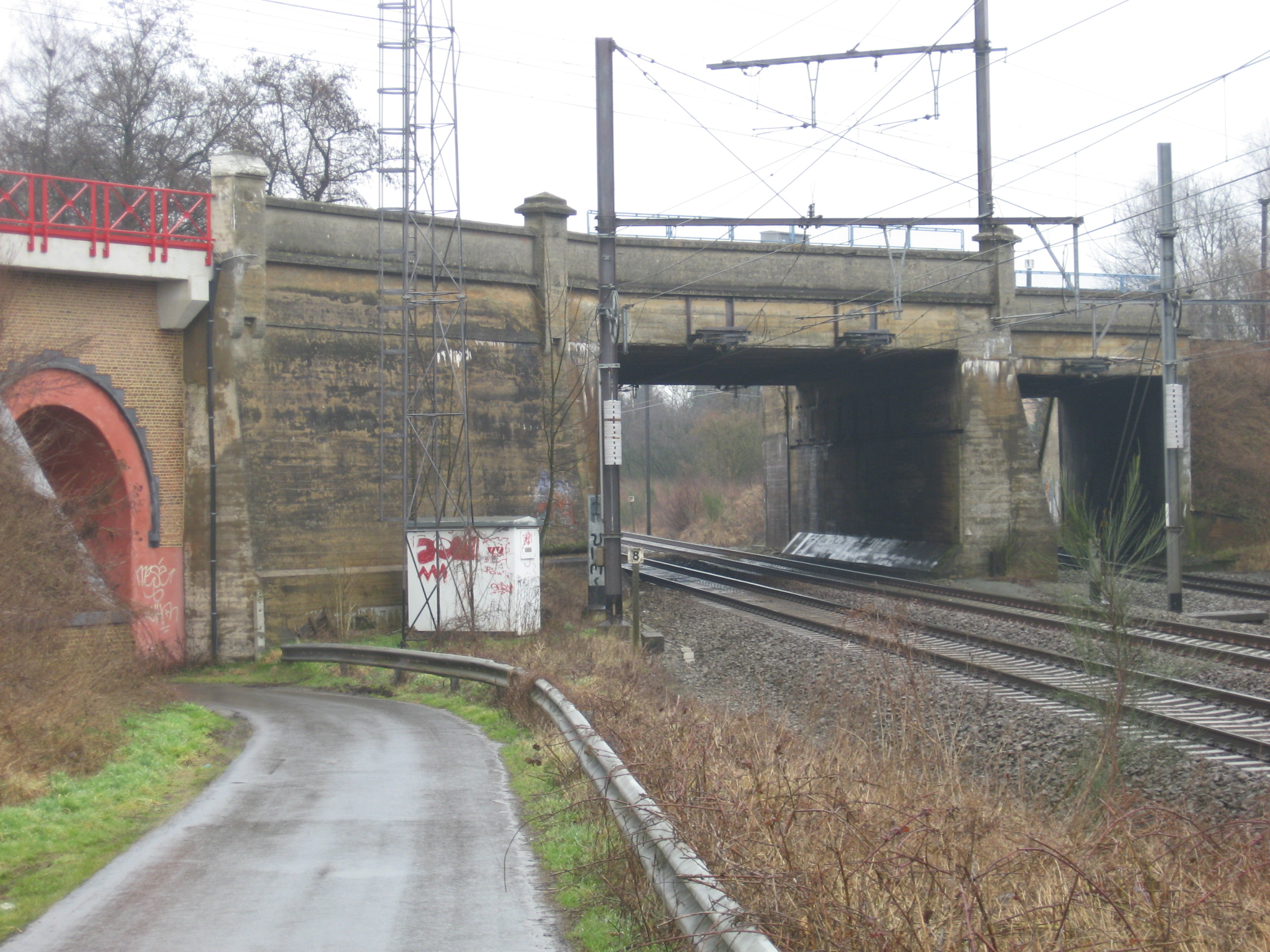
Ligne 50A traversant la ligne 50 sur un pont près de Essene-Lombek

En 1923, une première portion de la ligne 50A sera inaugurée entre Gand et Denderleeuw suivie en 1933 par une seconde portion reliant Denderleeuw à Bruxelles-Midi. Cette ligne permit aux trains directs de ne plus utiliser la ligne 50, qui comportait un grand nombre de gares, bifurcations et autres ralentissements. De nouvelles dessertes vers Bruxelles-Midi au lieu de Bruxelles-Nord sont désormais possibles.
Fin 1954, le tronçon Denderleeuw - Alost est électrifié, dans la foulée de la ligne 50A. Le 25 janvier 1961, le reste de la ligne est électrifié à son tour.
Le 4 mai 2013, un train de marchandises transportant des produits chimiques inflammables déraille entre Schellebelle et Wetteren. Plusieurs wagons explosent et prennent feu. On dénombre un mort et une centaine de personnes intoxiquées par les émanations de gaz. Près de deux mille personnes sont relogées temporairement par précaution.

### Document
La Bibliothèque royale de Belgique conserve sous la cote Ms. II10 un manuscrit adressé au roi Léopold Ier titré Chemin de fer de Bruxelles par Alost et Wetteren et sous-titré Mémoire sur la nécessité de rattacher la ville d'Alost à la grande artère des chemins de fer daté du 2 février 1845 et signé par les autorités de la ville d'Alost. Ce document faisait partie de la bibliothèque particulière du roi et est un des documents offerts à la bibliothèque par Philippe de Belgique, comte de Flandre.